# Мельковская площадь
Мельковская площадь (после 1895 года — Лузинская) — историческая площадь Екатеринбурга. Существовала вплоть до второй половины 1930-х годов, ограничивалась современными улицами Братьев Быковых — с севера, Мельковской — с юга, Свердлова — с востока, Испанских Рабочих — с запада.
В 1895 году на средства купца Лузина на площади была построена Александро-Невская церковь, после чего площадь была переименована в Лузинскую. С 1935 года площадь стали застраивать: на ней появилось здание средней школы № 16 и ряд зданий, принадлежащих Свердловской железной дороге, а после войны западная сторона площади была застроена большим 5-этажным жилым домом № 2-Б (первые пять подъездов крыла по ул.Мельковской сданы в 1949, остальные - в 1950) в стиле сталинского неоклассицизма, во дворе был разбит сквер с катком.